# Bourgognea
Bourgognea is een geslacht van vlinders van de familie van de zakjesdragers (Psychidae). De soorten binnen dit geslacht komen in het Afrotropisch gebied voor.

## Soorten
- B. grandis (Bourgogne, 1958)
- B. maxima Dierl, 1972
- B. microcera (Bourgogne, 1958)
- B. obscurior (Bourgogne, 1962)
- B. reimeri (Gaede, 1929)